# 메디치효과
메디치효과는 서로 다른 이질적인 분야를 접목하여 창조적·혁신적 아이디어를 창출해내는 기업경영방식이다. 서로 관련이 없을것 같은 이종 간의 다양한 분야가 서로 교류, 융합하여 독창적인 아이디어나 뛰어난 생산성을 나타내고 새로운 시너지를 창출 할 수 있다는 경영이론이다.
이는 15세기 중세 이탈리아 피렌체의 금융가문 메디치 가가 문화예술가, 철학자, 과학자, 상인등 여러 다양한 분야의 전문가들을 후원하자 자연스럽게 모여 생긴 이들 이질적 집단가의 교류를 통해 서로의 역량이 융합되면서 생긴 시너지가 르네상스 시대를 맞게 하였다는 데서 유래된 말이다.
최근 이질적인 부서 간에 협업하거나 통합하여 기존의 틀을 깨는 새로운 개념의 제품이나 아이디어를 창출해내는 메디치효과를 도모하려는 기업들이 늘어나고 있다. 휴대폰 업체와 기존 명품브랜드 간에 협업을 통해 명품 브랜드 휴대폰을 출시한다거나 전혀 다른 업종의 제품 제조방식을 화장품 제조에 적용하는 등이 한 예가 될 수 있다. 이러한 경향은 생활용품·화장품업체·전자제품 등의 제조업계뿐만 아니라 백화점·홈쇼핑·대형마트와 같은 유통업계 등 보다 다양한 업계로 확산되고 있는 추세다.

사례
아프리카 짐바브웨에 위치한 이스트게이트 센터(Eastgate Center) 빌딩은 내부 온도는 항상 24도로 일정하게 유지되지만, 에어컨을 따로 설치하지 않아서 에너지 소비량이 규모가 비슷한 다른 빌딩들의 10%도 되지 않는 것으로 유명하다. 무덥기로 유명한 아프리카에서 어떻게 이러한 일이 가능했을까? 
이는 바로 건물을 설계한 믹 피어스(Mick Pearce)가 흰개미들이 큰 일교차에도 불구하고 내부 온도와 습도를 일정하게 유지하도록 개미집을 짓는 프로세스를 연구하여 이를 응용하였기 때문이다. 즉, 그는 개미집처럼 건물 옥상에 구멍을 뚫어 뜨거운 공기가 자연스럽게 상승할 수 있도록 하고, 건물 바닥에도 구멍을 뚫어 찬 공기를 건물로 끌어들였다. 이처럼 피어스는 건축과 자연 생태계 두 분야의 접점을 절묘하게 결합시킴으로써 새로운 창의적 아이디어의 지평을 성공적으로 열 수 있었던 것이다. 
세계 최초로 개발된 물로 굽는 오븐인 샤프의 ‘헤르시오’를 보자. 이 제품의 핵심기술은 특별한 기술을 이용하여 해산물을 건조시키는 시스템이 있다는 소문을 듣고 한 담당자 이를 직접 확인하러 간 것이 계기가 되어 개발되었다. 담당자가 찾아가 확인한 결과 그 방법은 ‘과열수증기’를 활용하는 것이었다. 과열수증기 방식은 식품에 수분을 공급하면서 응축열로 단시간에 식품을 가열함으로써 바깥쪽은 바삭바삭하고 안쪽은 촉촉하게 요리할 수 있다는 장점을 가지고 있었다. 즉시 이러한 방식이 가전제품에 응용이 가능한지에 대한 검증 작업에 들어갔다. 그러나 사업을 책임지는 조리시스템 사업부가 이 기획안을 받아들일까 하는 것이 난제였다. 과열수증기 기술은 수십 년에 걸쳐 사내에 축적된 지식노하우와는 전혀 다른 것이기 때문이다. 
개발팀은 우선 방대한 식재료를 사들여서 다양한 요리를 실험하고 데이터를 측정해 나갔다. 그리고 매월 사업부와의 회의에서 자료뿐만 아니라 실제 요리도 제공함으로써 눈과 혀로 실감하게끔 만들었다. 반년 동안 회의를 반복한 끝에 사업부 측에서 드디어 제안을 받아들여 프로젝트를 추진하기로 하였다. 2004년 처음 출시된 헤르시오는 ‘수분으로 구우니까 기름도 빠지고, 염분도 줄며, 비타민 C도 보존할 수 있겠구나’라고 생각한 중·장년층의 큰 호응을 얻으면서 발매 1년 만에 10만대 판매를 돌파하는 히트 상품이 되었다. 타 영역의 새로운 기술을 결합하고, 조직 구성원들이 공감과 열정을 가지고 작업을 추진한 것이 제품을 성공으로 이끈 기반이라고 할 수 있다. 